# Kalambur
Kalambur je stilska figura koja u jednom kontekstu koristi različita značenja iste riječi, ili riječi i izraze slične po izgovoru, ili njihovu kombinaciju, u cilju postizanja humorističnog ili retoričkog efekta. Kalambur se katkad smatra podvrstom igre riječima ili poistovjećuje s njom.

## Etimologija
Podrijetlo riječi kalambur nije nedvojbeno ustvrđeno. Pored današnjeg calembour, u povijesti se javljaju i oblici calambour te calembourg. Krešimir Bagić navodi sljedeću povijest: "I kao pojava i kao pojam, kalambur je francuskoga podrijetla (calembour). Njegova povijest počinje 1. listopada 1768. godine kada Denis Diderot u pismu Sophie Volland prvi put upotrebljava tu riječ. O etimologiji pojma postoje čak tri pretpostavke. Prema jednoj, izveden je iz prezimena Kahlenberg koje je pripadalo njemačkome ambasadoru u Parizu koji je loše govorio francuski i tako implicitno poticao dvorjane na raznovrsne igre riječima. Prema drugoj, u riječi kalambur spojeni su nizozemski glagol kallen (govoriti) i starofrancuska imenica bourde (greška, izmišljotina). Prema trećoj, korijeni kalambura kriju se u imenici calembredaine (prazno brbljanje)."
Postoji i pretpostavka (Chasles, Littré) da riječ potječe iz talijanskog izraza calamo burlare - šala perom, te da se riječ kalambur javlja još oko 1500. godine.

## Vrste
Ne postoji potpuno suglasje u određenju kalambura. Gdjekad ga se shvaća kao lokalni oblik jezičnoga ludizma, a gdjekad kao sinonim čitavome području igranja riječima te se nerijetko govori o fonetskim i smisaonim kalamburima, o kalamburima zasnovanim na polisemiji i sl. Kalambur je podvrsta igre riječima, točnije zvukovno povezivanje značenjski različitih jezičnih jedinica. Temelji se na homonimiji i homofoniji združenih jedinica. Uvijek sugerira postojanje dvostrukoga smisla iskaza. Nastaje ponavljanjem glasova ili slogova, dodavanjem, izostavljanjem, premještanjem ili promjenom glasova ili slogova, rastavljanjem riječi i sl. Ponekad se i srodna paronomazija predstavlja kao kalambur.
Kalambur, odnosno igra riječima, može se po načinu na koji izaziva akustičku sliku svrstati u sljedeće grupe:
- isti glasovni sastav i grafički oblik, s različitim značenjem (homonimija i homografija)
- zvukovna sličnost (homofonija)
- približno sličan glasovni sklop

## Uporaba
U književnosti su kalamburi poznati još od Homera i antike. Mnogo je svjetskih poznatih kalamburista, među kojima su na primjer William Shakespeare, Aleksandar Puškin, Karl Kraus te Antun Gustav Matoš i Zvonimir Balog u Hrvatskoj. Narodne umotvorine također obiluju kalamburima.
Kalambur, kao i paronomazija, često se koriste u skečevima ili naslovima parodija. Tako je naslov poznate erotske revije "Oh! Calcutta!" iz 1969. godine kalambur francuskog homofonog izraza "O quel cul t'as!" (o kakvu zadnjicu imaš!, naslov slike Clovisa Trouillea koja se projicirala u pozadini revije); skladatelj glazbe te revije Peter Schickele, poznatiji pod pseudonimom P. D. Q. Bach, ima mnoge skladbe koje su parodije poznatih glazbenih djela, a često su u naslovima kalambur ili paronomazija (npr. 1712 Overture umjesto 1812 Overture Čajkovskoga, ili A Little Nightmare Music prema A Little Night Music, "Mala noćna muzika" Mozarta).
I satirički časopisi često u naslovima koriste kalambur kao sredstvo isticanja neke poruke. Na primjer, neki od naslova iz časopisa Feral Tribune: Sunčani lihvar, Igre na smeću, Trg ovci.
Osobna imena i prezimena, poglavito u polemičkim kontekstima, omiljena su tema kalambura. Matoš u polemičkome žaru T. Ujevića naziva Huljević i Pfujević, M. Ogrizovića Ogrizina, Arsena Wenzelidesa Aršin Kripelides, a pjesnika S. Parmačevića ustrajno – u više tekstova – gospođicom (ili primaljom) Spermačević.

### Primjeri
- Zdenko Škreb podsjeća na lukavstvo korčulanskoga načelnika Arneria koji je za posjeta cara Franje Josipa, zaštićen općim klicanjem Živio!, sladostrasno vikao Živino!.
- homografija
  - gore gore gore gore - akcentiranjem (proizvoljnim redom) riječi gore (prilog), množina od gora, 3. l. mn. od gorjeti, komparativ od loše, dobiva se značenje.
  - Mare spi s dicom - jednačenjem po zvučnosti dobiva se zvučna slika sa značenjem drugačijim od napisanog.
- približno sličan glasovni sklop
  - Ka-ka-pi-pi-talizam (Matoš)
- kalamburska imaginacija (Balog, Tko me što pita od jabuka)
  - Publika: Pub u kojemu piju / Samo Ličani
  - Lokativ: Naziv za birtiju / Kod starih Latina